# Tatler

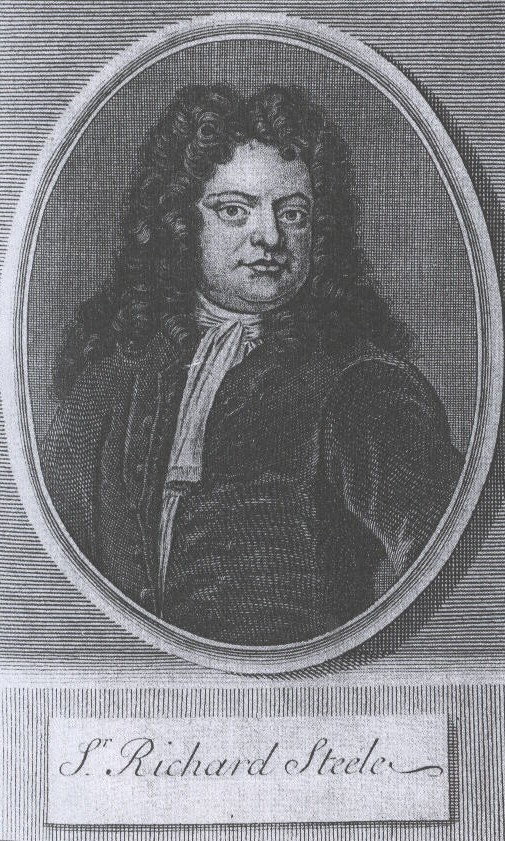
Richard Steele

Tatler war eine literarische Zeitschrift in England, die als Vorläufer der Wochenzeitschrift gilt. Seit 1901 existiert eine moderne Version des Tatler als Publikumszeitschrift.

## 18. Jahrhundert
Der ursprüngliche Tatler erschien vom 12. April 1709 bis zum 2. Januar 1711 in Regie von Joseph Addison und Sir Richard Steele. Dreimal in der Woche kamen zwei Seiten heraus. Zielgruppe war das geistig interessierte städtische Bürgertum, das sich in den Kaffeehäusern von London traf.
Das englische Verb to tattle bedeutet so viel wie plaudern, tratschen; der tattler ist ein Klatschmaul, Schwätzer.
Hauptgegenstand der Zeitschrift war, dem Genre der Moralischen Wochenschriften entsprechend, stets ein Sitten, Gebräuche und geistige Probleme diskutierender Aufsatz. Dazu kamen unterschiedliche Spalten, in denen auf diversen Kaffeehäusern Themen abgehandelt wurden. Das Blatt genoss auch in Frauenkreisen hohes Ansehen. Als Nachfolger gilt The Spectator von denselben Herausgebern.
Infolge gab es weitere kurzlebige Zeitschriften mit dem Namen Tatler, wie Female Tatler (1709–1710), The London Tatler, Northern Tatler (1717), The Tatler Reviv'd (1727–1728 und 1750) oder The Tatler: A Daily Journal of Literature and the Stage (1830–1832).

## 20. Jahrhundert
Seit 1901 gibt es das zunächst wöchentlich, ab 1977 monatlich erscheinende „Pflichtmagazin des europäischen Hochadels“ (Quelle?) Tatler, eine Publikumszeitschrift über gesellschaftliche Neuigkeiten, Kunst, Mode und Reisen, die seit 1982 im Besitz des Condé Nast Verlages ist, welcher z. B. auch Vogue herausgibt. Seit 2008 gibt es auch eine russische Tatler-Ausgabe.